# Lala's Spa
Lala's Spa est une telenovela colombienne diffusée du 6 avril au 2 août 2021 sur RCN Televisión.

## Synopsis
Lala est une coiffeuse trans séduisante et exceptionnelle. Il a la magie entre les mains et, surtout, un œil particulier pour trouver la beauté en chaque être humain. Il a vécu à Paris, où il a fait sa transition de Lalo à Lala, mais doit retourner en Colombie pour aider sa mère à payer les dettes qu'elle a contractées lorsqu'elle a transformé son salon de coiffure en Spa. Les habitants du quartier ne sont toujours pas habitués au nouveau Lala. Le seul qui ose la défendre sur la place du marché est Francisco, un jeune et beau courtier en valeurs mobilières, qui, sans savoir que Lala est trans, affronte un groupe de coteros pour la sauver d'une attaque. S'il te plaît, rends Lala plus tard, quand Francisco se retrouvera mêlé à un scandale financier. Francisco n'est pas coupable de ce dont il est accusé, et pendant qu'il parvient à prouver son innocence, il doit se cacher quelque part où les autorités ne pourront jamais le trouver, dans la station thermale de Lala. Les hommes n'ont jamais pris Lala au sérieux et elle souffre de sa solitude, mais l'arrivée de Francisco va tout changer. Elle éveille en lui des sentiments profonds, et lui, habitué à avoir toutes les femmes dont il rêve, va désormais devoir se permettre d'aimer une femme différente de toutes les autres.

## Distribution

### Acteurs principaux
- Isabella Santiago : Lala Jiménez / Eduardo "Lalo" Jiménez
- Ricardo Mejía : Francisco Ponce de León
- Luly Bossa : Doña Nelcy
- Mauricio Vélez : Javier Villegas "El Zar del Lulo"
- Cony Camelo : Cristina Castillo
- Carlos Hurtado : Felipe Gallego
- Zulma Rey : Ingrid Tatiana Chávez
- Diana Belmonte : Mayerly "Mayo" Escocia
- Ernesto Ballén : Kevin Pinto
- Víctor David Tarazona : Juan Camilo Platz
- Michelle Rouillard : Carla Mendonza
- Paola Moreno : Raquel
- Fernando Arévalo : Don Salomón
- Ángel de Miguel : Manolo

### Acteurs récurrents et invités
- Tatiana Ariza : Valentina Rincón
- Coraima Torres : María Claudia
- Danielle Arciniegas : Genoveva Rubio
- Kristina Lilley : Mamá de Francisco
- Natalia Castañeda : Jessika
- Alejandro Gutiérrez : Fiscal Malo
- Pacho Rueda : Tribú
- Carlos Carvajal : Martín Ponce de León
- Pedro Suárez : Moncada

### Sources
- (es) Cet article est partiellement ou en totalité issu de l’article de Wikipédia en espagnol intitulé « Lala's Spa » (voir la liste des auteurs).